# Nancy Cunard
Nancy Clara Cunard (10. března 1896 – 17. března 1965, Paříž) byla britská spisovatelka a politická aktivistka. Narodila se do britské vyšší třídy, její otec byl baronet. Velkou část svého života věnovala boji proti rasismu a fašismu. Stala se múzou některých nejvýznamnějších spisovatelů a umělců 20. století. Mezi nimi byli Wyndham Lewis, Aldous Huxley, Tristan Tzara, Ezra Pound a Louis Aragon - kteří byli jejími milenci - stejně jako Ernest Hemingway, James Joyce, Constantin Brâncuşi, Langston Hughes, Man Ray a William Carlos Williams. Dokumenty MI5 odhalují, že se stýkala i s indickým socialistickým vůdcem Krishnou Menonem. V pozdějších letech trpěla duševní chorobou a její tělesné zdraví se zhoršovalo. Když zemřela v Hôpital Cochin v Paříži, vážila jen 26 kg (57 liber).

## Mládí
Jejím otcem byl Sir Bache Cunard, dědic společnosti Cunard Line a baronet, se zálibou v pólu a honech na lišky. Její matkou byla Maud Alice Burkeová, americká dědička, která přijala jméno Emerald a stala se vedoucí osobností londýnské společenské smetánky. Nancy byla vychovávána na rodinném panství v Nevill Holt v Leicestershire, ale když se její rodiče v roce 1911 rozešli, přestěhovala se s matkou do Londýna. Její vzdělání probíhalo na různých internátních školách, včetně škol ve Francii a Německu. Jako dítě strávila v Londýně mnoho času se spisovatelem Georgem Moorem, obdivovatelem její matky. Dokonce se říkalo, že Moore byl jejím otcem. Přestože toto tvrzení není prokázáno, je jisté, že během jejího dospívání hrál Moore v jejím životě důležitou roli. Nancy později napsala memoáry o její náklonnosti ke GM. Dne 15. listopadu 1916 se provdala za Sydney Fairbairna, hráče kriketu a důstojníka, který byl raněn v Gallipoli. Po líbánkách v Devonu a Cornwallu žili manželé v Londýně v domě, který jim věnovala Nancyina matka jako svatební dar. Pár se rozešel v roce 1919 a rozvedl v roce 1925. V té době se Nancy pohybovala v prostředí módní a slavné skupiny anglických aristokratů a intelektuálů The Coterie. Zde se setkala s anglickou básnířkou, herečkou a uměleckou modelkou Iris Tree. Iris byla vtipná a vedla bohémský, excentrický a dobrodružný život. Nancy přispěla do antologie Wheels, editovanou Sitwells. Do antologie přispěla titulní básní; je možné, že celý podnik byl původně její projekt. Nancyin milenec Peter Broughton-Adderley byl zabit v akci ve Francii méně než měsíc před dnem příměří. Mnozí z těch, kdo Nancy znali, prohlásili, že se z Adderleyho ztráty nikdy plně nezotavila.

## Paříž
V roce 1920 se Nancy Cunard přestěhovala do Paříže a připojila se k literárním modernistům, surrealistům a dadaistům. Hodně z její publikované poezie pochází z tohoto období. Během svých prvních let v Paříži byla blízkou přítelkyní britského esejisty, spisovatele, dramatika a scenáristy arménského původu, Michaela Arlena. V roce 1920 prodělala z důvodů, které nejsou zcela jasné hysterektomii. Operace jí málem stála život, ale zotavila se z ní. Mohla poté vést promiskuitní sexuální život bez nepohodlí nechtěného těhotenství. Její krátký vztah s Aldousem Huxleym ovlivnil několik jeho románů. V roce 1923 se stala modelem pro komiksový román Aldouse Huxleyho Antic Hay a v roce 1928 byla modelem pro postavu Lucy Tantamount v jeho románě Point Counter Point. Dá se předpokládat, že v té době byla závislá na alkoholu a možná užívala i jiné drogy.

## Umělecký styl
Její umělecký styl byl nekonvenční. Obdivovala artefakty africké kultury. Její oblíbené šperky byly vyrobené ze dřeva, kostí a slonoviny a dalších přírodních materiálů používaných domorodými řemeslníky, Šperky byly velmi provokativní a kontroverzní. Náramky, které nosila na obou pažích, jí visely od zápěstí po loket. Byly považovány za outré ozdoby. Vizuálně zajímavé šperky, které vyvolávaly pozornost médií, byly zajímavé hlavně pro fotografy. Často byla fotografována se svými šperky inspirovanými africkým uměním, náramky z dřevěných kostek, kterými vzdávala poctu kubismu. Svět módy nejprve její styl považoval za bohémský, ovlivněný excentrickou dědičkou. Později módní svět nazval tento styl avantgardním, pojmenoval jej barbarský styl. Prestižní zlatnictví jako Boucheron vytvořila své vlastní kolekce inspirovaná africkým uměním.

## Vydavatelství The Hours Press
V roce 1927 se Nancy Cunard přestěhovala na statek v La Chapelle-Réanville v Normandii. V roce 1928 zde založila malé vydavatelství Hours Press. Nejprve se jednalo o malé vydavatelství nazvané Three Mountains Press vedené americkým novinářem žijícím v Paříži Williamem Birdem. Publikovalo knihy Ezra Poundy, Williama Carlose Williamse (The Great American Novel), Roberta McAlmonda a Ernesta Hemingwaye (In Our Time). Podporovala také experimentální poezii, platila mladým spisovatelům vyšší ceny za jejich díla, umožňovalo jí to zděděné bohatství. Mohla tedy uskutečňovat finančně rizikové projekty, což ostatní vydavatelé nemohli. The Hours Press se stala známým díky skvělému designu a kvalitní produkci. Vydala také první samostatně publikované dílo Samuela Becketta, básně nazvané Whoroscope (1930); dílo amerického spisovatele a vydavatele Boba Browna Words; a Poundův A Draft of XXX Cantos. Cunardová vydávala také práce svých starých přátel, jako George Moore, Norman Douglas, Richard Aldington a Arthur Symons. Vydala knihu básní od různých autorů s hudbou Henryho Crowdera Henry-Music, a také dvě knihy americké básnířky, kritičky a spisovatelky Laury Riding, Collected Poems Johna Rodkera, básně Roye Campbella, Harolda Actona, Briana Howarda a Waltera Lowenfelse. V roce 1931 převzal provoz nakladatelství Wyn Henderson. Ve stejném roce vydalo nakladatelství Nancy Cunard poslední knihu Revaluation of Obscenity (Přeceňování obscénnosti) sexuologa Havelocka Ellise.

## Politická aktivistka
V roce 1928 (po dvouleté známosti s Louisem Aragonem) navázala vztah s Henrym Crowderem, afroamerickým jazzovým hudebníkem pracujícím v Paříži. Stala se aktivistou ve věcech týkajících se rasové politiky a občanských práv v USA a navštívila Harlem. V roce 1931 zveřejnila pamflet Black Man and White Ladyship, ve které útočila na rasistické postoje. Její matka na to reagovala slovy: Je pravda, že moje dcera zná černocha? V roce 1934 editovala také velkou Negro Anthology. Výbor obsahoval poezii, beletrii a literaturu především afroamerických spisovatelů, včetně Langstona Hughese a Zory Neale Hurston. Antologie obsahovala také dílo předního panafrického novináře a spisovatele George Padmora, (rodné jméno Malcolm Ivan Meredith Nurse, původem z Trinidadu), a její vlastní práci Scottsboro Boys. V květnu roku 1932, dva roky před zveřejněním, vyvolalo Scottsboro Boys velkou pozornost. Cunardová dostávala anonymní nenávistné hrozby, z nichž některé v knize uváděla. Litovala, že některé pro jejich obscénnost není možné uveřejnit.

## Antifašistka
V polovině třicátých let 20. století se zapojila také do protifašistického boje. Psala o Mussoliniho anexi Etiopie a o španělské občanské válce. Přesně předpověděla, že události ve Španělsku jsou předehrou další světové války. Její příběhy o utrpení španělských uprchlíků se staly základem pro získávání finančních prostředků, její výzva byla uveřejněna britském deníku Manchester Guardian. Ona sama pomáhala distribuovat zásoby a organizovala pomoc pro španělské uprchlíky ale její špatné zdraví - částečně způsobené vyčerpáním a podmínkami v táborech - ji přinutilo vrátit se do Paříže, kde stála na ulicích a získávala finanční prostředky pro uprchlíky. V roce 1937 vydala řadu knih o válce, včetně díla W. H. Audena, Tristana Tzary a Pabla Nerudy. Později v tomto roce společně s Audenem a Stephenem Spenderem rozeslali spisovatelům dotazníkovou anketu o válce v Evropě; výsledky byly publikovány v Left Review pod názvem Authors Take Sides on the Spanish War. Dotazník položil dvěma stům spisovatelů následující otázku:
Jste pro nebo proti legální vládě a lidem republikánského Španělska? Jste pro nebo proti Frankovi a fašismu?
Spender s Cunardovou dostali 147 odpovědí, z nichž 126 podporovalo republiku, včetně W.H. Audena, Samuela Becketta a britské autorky a novinářky Rebeccy Westové (.Dame Cicily Isabel Fairfield DBE).,
Pět spisovatelů výslovně odpovědělo ve prospěch Franca: byli to Evelyn Waugh, Edmund Blunden, Arthur Machen, Geoffrey Moss a Eleanor Smith.
Mezi šestnácti, které nakonec Cunardová označila jako Neutrální? byli H. G. Wells, Ezra Pound, T. S. Eliot a Vera Brittain.
Nejslavnější odpověď nebyla zahrnuta. Poslal ji George Orwell a začíná:
Prosím, přestaňte mi posílat tyhle zatracené nesmysly. Dostal jsem je už podruhé nebo potřetí. Nejsem jeden z těch vašich módních hošánků jako Auden nebo Spender, ve Španělsku jsem byl šest měsíců, většinu času jsem bojoval, v současné době mám v sobě díru po kulce a nehodlám psát bláboly o obraně demokracie nebo statečném malém komkoliv...
Několik dalších spisovatelů také odmítlo přispět, včetně Virginie Woolf, Bertrand Russell, E. M. Forster a James Joyce.
Během druhé světové války pracovala Cunardová až do bodu fyzického vyčerpání jako překladatelka v Londýně pro francouzský odboj (Résistance), hnutí bojující proti nacistické německé okupaci Francie a spolupracovníkům Vichistického režimu.

## Pozdější život
Po válce se vzdala svého domova v Réanville a značně cestovala. V červnu 1948 cestovala z Jamajky do Spojeného království na palubě HMT Empire Windrush. Plavba a loď se později stala známou, protože mezi cestujícími byla jedna z prvních velkých skupin poválečných západoindických přistěhovalců do Spojeného království. V pozdějších letech trpěla duševní chorobou a špatným tělesným zdravím, které si zhoršovala alkoholismem, chudobou a sebezničujícím chováním. Po bitce s londýnskou policií byla předána do psychiatrické léčebny, ale po jejím propuštění se její zdraví dále zhoršovalo a když byla nalezena na ulici v Paříži, vážila méně než šedesát liber (26 kg). Byla převezena do nemocnice Hôpital Cochin, kde o dva dny později zemřela.
Její tělo se vrátilo ke kremaci do Anglie a pozůstatky byly poslány zpátky do Francie na hřbitov Cimetière du Père-Lachaise v Paříži. Její popel odpočívá v urně číslo 9016.

## Dílo
- Outlaws (1921), poems
- Sublunary (1923), poems
- Parallax (1925, Hogarth Press), poems
- Poems (Two) (1925, Aquila Press), poems
- Poems (1930)
- Black Man and White Ladyship (1931) polemic pamphlet
- Negro: an Anthology (1934) anthology of African literature and art, editor[23]
- Authors Take Sides (1937) pamphlet, compiler
- Los poetas del mundo defienden al pueblo español (1937, Paris), co-editor with Pablo Neruda
- The White Man's Duty: An analysis of the colonial question in the light of the Atlantic Charter (with George Padmore) (1942)
- Poems for France, La France libre, London, 1944 and Poèmes à la France, Seghers, Paris, 1947
- Releve into Marquis (1944)
- Grand Man: Memories of Norman Douglas (1954)
- GM: Memories of George Moore (1956)
- These Were the Hours: Memories of My Hours Press, Réanville and Paris, 1928–1931 (1969), autobiography
- Poems of Nancy Cunard: from the Bodleian Library (2005), edited with an introduction by John Lucas.